# だからみんなで
「だからみんなで」は、岩渕まことの歌。1982年3月に公開された映画『ドラえもん のび太の大魔境』の主題歌、エンディング曲である（この年から初めて主題歌がエンディングとして使われた）。映画の中盤でも使用されている。作詞は武田鉄矢、作曲・編曲は菊池俊輔による。
「自分一人では何もできないが、みんなと力を合わせれば一緒に強くなれる」といった歌詞であり、劇中でもドラえもんたちは「一つにまとまっており誰もがバラバラで行動することなく最後まで一緒にいた」。
映画『ドラえもん のび太の魔界大冒険』のエンディングも、ビデオソフト（ビデオおよびDVD）版ではこの曲に差し替えられているが、2016年以降のAmazonプライムビデオなどのオンデマンド配信による本作の映像ではこの曲に差し替えられていない。